# Жан-Дені Бреден
Жан-Дені Бреден (фр. Jean-Denis Bredin; 17 травня 1929, Париж — 1 вересня 2021, там само) — французький юрист і історик, член Французької академії (1989—2021).

## Біографія
Син ельзаського єврея і католички, народився 1929 року під ім'ям Жан-Дені Хірш. Батьки розлучилися, коли Жан-Дені був ще дитиною, і він залишився з матір'ю. Закінчив ліцей Карла Великого, потім — юридичний і філологічний факультети Паризького університету. У 21 рік отримав ступінь доктора права, 1950 року офіційно змінив прізвище на «Бреден» і був прийнятий в Паризьку колегію адвокатів.
Відкрив приватну юридичну практику, став співзасновником одного з найбільш престижних адвокатських бюро Bredin-Prat.
1957 року почав викладати приватне право в Реннському університеті, пізніше перевівся в Лілль, з 1969 року — професор Університету Париж-Дофін. Разом з Едгаром Фором брав участь в підготовці реформи системи вищої освіти Франції 1968 року. На початку 1980-х працював в Комісії з питань управління та аналізу аудіовізуальних засобів (Commission d'orientation et de réflexion sur l' audiovisuel) під керівництвом П'єра Муано, з 1982 по 1986 рік входив до ради директорів Національної бібліотеки.
Найбільш відомий книгами в історико-юридичній площині, зокрема — про справу Дрейфуса, вбивство Марата, процес над П'єром Мендес-Франсом в період режиму Віші. 1999 року Бреден зміцнив свою репутацію «історика антигероїв», опублікувавши книгу Une singulière famille (Особлива сім'я) про клан Неккера, зокрема про знаменитого міністра Людовика XVI Жака Неккера і його донькуМадам де Сталь, поставивши собі за мету переосмислення загальноприйнятої несправедливої оцінки персонажів.
15 червня 1989 року обраний до Французької академії на місце, яке лишилось вакантним після смерті Маргеріт Юрсенар.
Помер 1 вересня 2021 року.

## Праці
- Республіка пана Помпіду (La République de Monsieur Pompidou, Fayard, Paris, 1974).
- Французи при владі (Les Français au pouvoir, Grasset, Paris, 1977).
- Жозеф Кайо (Joseph Caillaux, Hachette, Paris, 1980).
- Справа (1983), перевидана в 1995 році під назвою «Справа Дрейфуса» (L'Affaire, Julliard, Paris, 1983, grand prix Gobert 1984, 8e prix Fondation Pierre-Lafue 1984, (devenu L'Affaire Dreyfus par Yves Boisset en 1995)).
- Винний (Un coupable, Gallimard, Paris, 1985).
- Відлучка (L'Absence, Gallimard, Paris, 1986).
- Сієс: ключ до Французької революції (Sieyès: La clé de la Révolution française, Librairie générale française, Paris, 1990).
- Биття серця (Battements de cœur, Fayard, Paris, 1991).
- Bernard Lazare, de Fallois, Paris, 1992.
- Comédie des apparences, Odile Jacob, Paris, 1994.
- Christian Ranucci, vingt ans après (Collectif), avec Gilles Perrault, Héloïse Mathon, Jean-François Le Forsonney et Daniel Soulez Larivière, Julliard, Paris, 1995.
- Encore un peu de temps, Gallimard, Paris, 1996..
- Une singulière famille: Jacques Necker, Suzanne Necker et Germaine de Staël, Fayard, Paris, 1999. (Prix du nouveau cercle de l'union 1999)
- Rien ne va plus, Fayard, Paris, 2000..
- Лист Богу-сину (Lettre à Dieu le Fils, Grasset, Paris, 2001).
- Un tribunal au garde-à-vous. Le procès de Pierre Mendès France, 9 mai 1941 року, Fayard, Paris, 2002.
- Et des amours desquelles nous parlons, Fayard, Paris, 2004.
- Вмирають лише одного разу: Шарлотта Корде (On ne meurt qu'une fois, Charlotte Corday, Fayard, 2006).
- Trop bien élevé, autobiographique, Grasset, 2007.
- Ce rendez-vous avec la gloire, Fayard, Paris 2009.
- L'infamie. Le procès de Riom, février-avril 1942 року, Grasset, Paris, 2012.

### Белетристика
- Завдання (La Tâche (nouvelles), Gallimard, Paris, 1986).
- Слухняний дитина (Un enfant sage (roman), Gallimard, Paris, 1990).